# Vyšná Voľa
Vyšná Voľa é um município da Eslováquia, situado no distrito de Bardejov, na região de Prešov. Tem 8,84 km² de área e sua população em 2018 foi estimada em 109 habitantes.

## Demografia
| Ano:        | 1994 | 2004   | 2014   | 2024   |
| ----------- | ---- | ------ | ------ | ------ |
| Broj ljudi: | 386  | 397    | 398    | 402    |
| Razlika:    |      | +2,84% | +0,25% | +1,00% |

| Ano:               | 2023 | 2024  |
| ------------------ | ---- | ----- |
| Número de pessoas: | 400  | 402   |
| Diferença:         |      | +0,5% |